# فيرتبورفين
فيرتبورفين هو دواء ينتمي لزمرة البينزوبورفيرينات.
يستخدم هذا الدواء كمحسس ضوئي في العلاج الضوئي الديناميكي.

## الاستطباب
يستخدم هذا الدواء للمساعدة في التخلص من الأوعية الدموية الشاذة في العين، والتي يترافق ظهورها مع بعض الحالات، مثل التنكس البقعي الرطب.

## آلية العمل
يتراكم الفيرتبورفين داخل الأوعية الادموية الشاذة في العين. ثم يتم تفعيله باستخدام الأشعة الحمراء غير الحرارية بطول موجة 689 نانومتر ، وبوجود الأوكسجين، ما ينتج عنه أوكسين وليد شديد الفعالية، بالإضافة لجذور أوكسجينية حرة أخرى.
تؤدي تلك النواتج إلى ضرر موضعي في بطانة الوعاء الدموي، وبالتالي إغلاقه.

## استخدام غير مصرح به
يستخدم فيرتبورفين لعلاج اعتلال الشبكية المصلي المركزي.

## طريقة الإعطاء
يعطى للمريض حقنًا وريديًا قبل 15 دقيقة من العلاج بالليزر.

## مضادات الاستطباب
البورفيريا.

## التأثيرات الجانبية
التأثير الجانبي الأكثر شيوعًا هي:
- رؤية مشوشة.
- صداع.
- تأثيرات موضعية في ومضع الحقن.